# Königsberger Marzipan

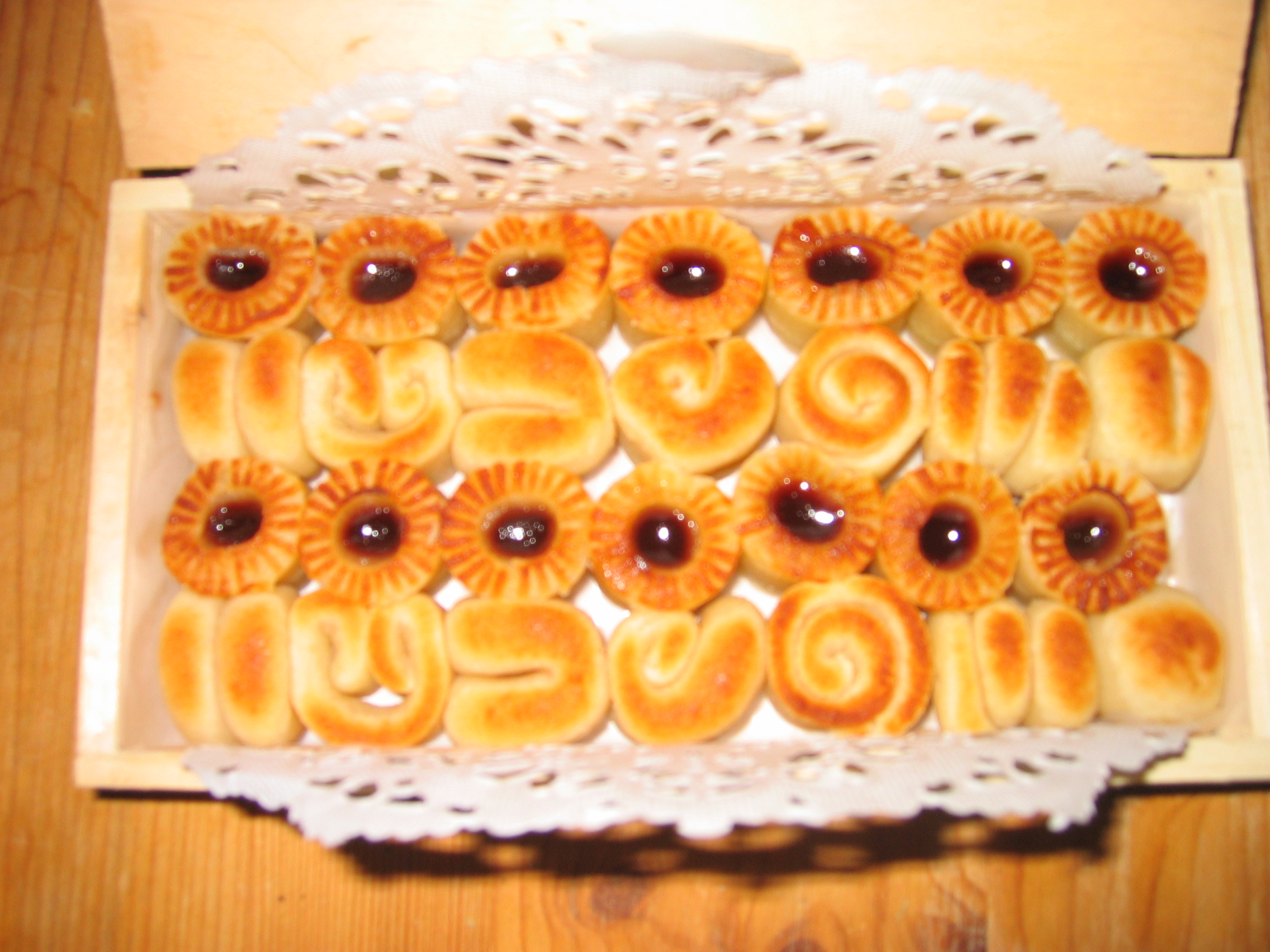
Königsberger Marzipan

Königsberger Marzipan ist eine Sorte Marzipan, die in Königsberg i. Pr. entstanden war. Bis in die Jahre des Zweiten Weltkriegs wurde es dort produziert und exportiert. Seither ist der Begriff eine Gattungsbezeichnung, keine Herkunftsbezeichnung. Königsberger Marzipan kann überall hergestellt werden. Die Besonderheit des Königsberger Marzipans besteht darin, dass die Oberfläche abgeflämmt beziehungsweise gratiniert wird.

## Geschichte

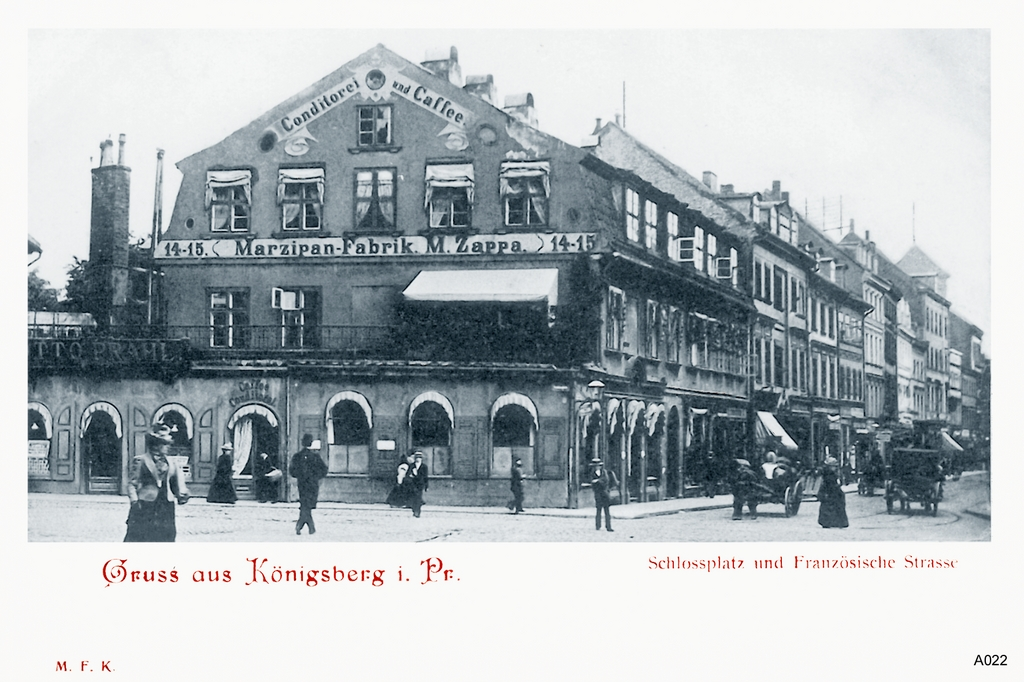
Königsberger Marzipanfabrik Zappa in der Französischen Straße unweit des Schlosses

Über die europäischen Handelswege von Luxusgütern kam das Marzipan nach Lübeck, von dort nach Königsberg. Erst hier wurde seine Oberfläche gebrannt und als Randmarzipan innen mit Zuckermasse und kandierten Früchten belegt.
Bekannte Hersteller in Königsberg waren Amende, Gehlhaar, Motzki, Müller, Petschelies, Plouda, Schwermer, Wald und Zappa. Ihre Auslagen kündigten Weihnachten schon im Oktober an – weil das Marzipan als Geschenk in alle Welt verschickt wurde. Mit der Stadt Königsberg ging im Zweiten Weltkrieg auch die dortige Marzipanherstellung unter. In der Nachkriegszeit in Deutschland setzten Vertriebene die Produktion in den Westzonen fort.
Königsberger Marzipan kann heute von den in Deutschland ansässigen Firmen Gehlhaar (Wiesbaden), Liedtke, Schwermer und Wald (Berlin) oder ihren Nachfolgern bezogen werden.

## Herstellung
Während Lübecker Marzipan aus der rohen Masse hergestellt wird, wird Königsberger Marzipan geröstet.
- Modellieren: Das Marzipan wird zu Strängen, kleinen Marzipanbroten oder anderen Figuren modelliert, bevor es abgeflämmt wird.
- Stanzen: Mit Hilfe eines Stanzgeräts werden gleichmäßige Stücke in Konfektgröße hergestellt, die bereits die typische geriffelte Oberkante aufweisen und nach dem Abflämmen mit Fondant gefüllt und oftmals mit Dickfrüchten garniert werden.
- Abflämmen: Das charakteristische Gratinieren der Oberfläche gibt dem Produkt die gelblich-bräunliche Röstfarbe. Das Innere bleibt dabei weich.[3]